# Andrey Aleksandrovich Zhdanov
Andrei Alexandrovich Zhdanov (tiếng Nga: Андре́й Алекса́ндрович Жда́нов, IPA: [ɐnˈdrej ɐlʲɪˈksandrəvʲɪtɕˈʐdanəf] (26 tháng 2 [14 tháng 9] 1896 - 31 tháng 8 năm 1948) là một chính trị gia Liên Xô. Sau Thế chiến II, ông được cho là người kế nhiệm Joseph Stalin, nhưng ông Zhdanov đã chết trước Stalin.

## Nghề nghiệp

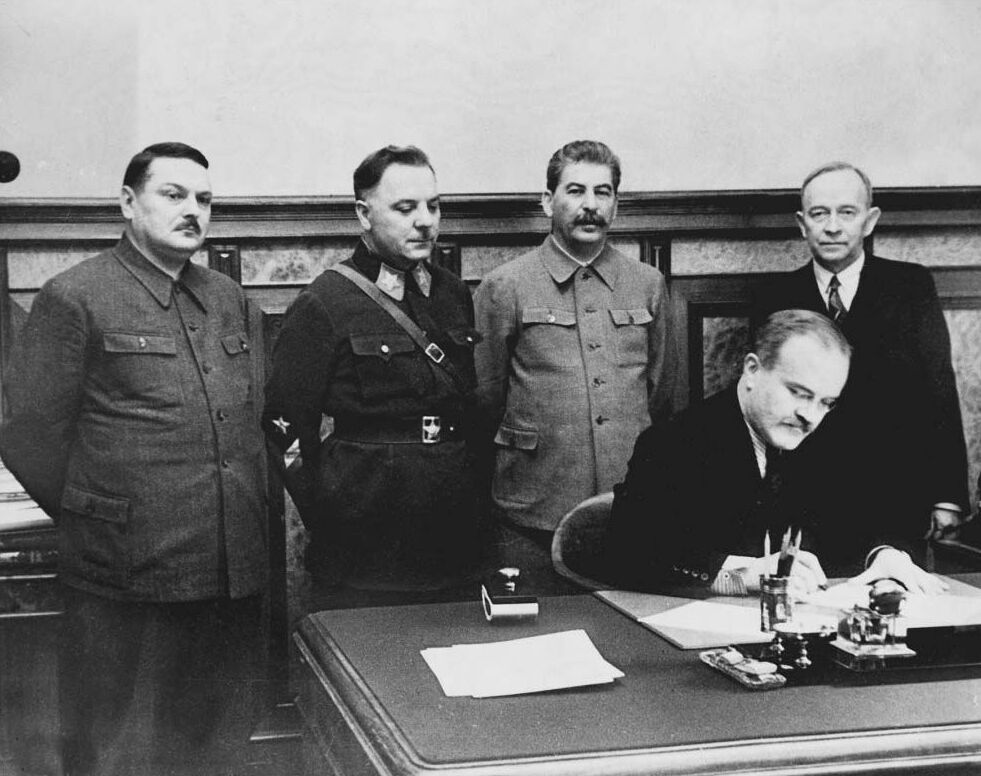
Nhà lãnh đạo Liên Xô đã ký kết một hiệp định với Cộng hòa Dân chủ Phần Lan. Đứng, từ trái sang phải là Andrei Zhdanov, Klim Voroshilov, Stalin, và Otto Kuusinen. Người ngồi là Vyacheslav Molotov.

Zhdanov gia nhập Đảng Lao động Dân chủ Xã hội Nga (Bolshevik) vào năm 1915 và được thăng cấp Đảng, trở thành Bí thư Đảng Cộng sản Liên Xô tại Leningrad sau khi ám sát Sergei Kirov năm 1934. Ông là Chủ tịch đoàn Xô viết Liên bang Nga 20 tháng 7 năm 1938-20 tháng 6 năm 1947. Mặc dù ít hoạt động hơn Vyacheslav Molotov, Joseph Stalin, Lazar Kaganovich và Kliment Voroshilov, Zhdanov là một thủ phạm chính của Đại thanh trừng và cá nhân đã chấp nhận 176 danh sách hành quyết. Tháng 6 năm 1940, ông bị đưa đến Estonia  để giám sát việc thành lập nước Cộng hòa Xã hội Chủ nghĩa Xô viết Séc và việc sáp nhập của Liên Xô.
Zhdanov được Joseph Stalin bổ nhiệm chỉ đạo chính sách văn hoá của Liên Xô vào năm 1946. Hành động đầu tiên của ông (vào tháng 12 năm 1946) là kiểm duyệt các nhà văn Nga như Anna Akhmatova và Mikhail Zoshchenko. Ông đã xây dựng nên cái gọi là Học thuyết Zhdanov ("Cuộc xung đột duy nhất có thể xảy ra trong văn hoá Liên Xô là mâu thuẫn giữa tốt và tốt nhất"). Trong thời gian 1946-1947, Zhdanov là Chủ tịch Liên Xô của Liên minh. Năm 1947, ông tổ chức Cominform, được thiết kế để phối hợp và kiểm soát các Đảng Cộng sản trên thế giới. Vào tháng 2 năm 1948, ông bắt đầu thanh lọc giữa các nhạc công, được biết đến rộng rãi như là một cuộc chiến chống chủ nghĩa hình thức. Dmitri Shostakovich, Sergei Prokofiev, Aram Khachaturian và nhiều nhạc sĩ khác đã bị khiển trách trong thời gian này. Tháng 6 năm 1948, Stalin phái Zhdanov tới cuộc họp Cominform tại Bucharest. Mục đích của cuộc họp là để lên án Nam Tư, nhưng Zhdanov đã có một đường dây ngăn cách hơn, ngược lại với đồng nhiệm của ông ta và đối thủ Georgy Malenkov. Stalin giận dữ này, đã lấy Zhdanov khỏi tất cả các chức vụ của ông ta và thay ông ta bằng Malenkov. Zhdanov đã được chuyển đến một nhà điều dưỡng, nơi ông qua đời. Có thể cái chết của ông là kết quả của việc chẩn đoán sai cố ý.
Zhdanov qua đời vào ngày 31 tháng 8 năm 1948 tại Moscow vì suy tim; Nikita Khrushchev nhớ lại ở Khrushchev Nhớ rằng Zhdanov là một người nghiện rượu, và trong "những ngày cuối cùng của mình", Stalin sẽ hét vào mặt anh ta để ngừng uống rượu và nhấn mạnh rằng ông chỉ uống nước ép trái cây. Stalin đã nói về Zhdanov là người kế nhiệm ông, nhưng sức khoẻ yếu ớt của ông đã làm cho các đối thủ của ông, Lavrentiy Beria và Georgy Malenkov, một cơ hội để làm suy yếu ông.
Ông là một trong những người bị buộc tội trong cuộc điều tra Ủy ban Kersten của Hạ viện Hoa Kỳ về việc sáp nhập các quốc gia vùng Baltic vào năm 1953.